# Attaque de Tinfouchy
L'attaque de Tinfouchy en 1956 oppose les combattants marocains de l'Armée de libération nationale à l'armée française près du poste de Tinfouchy, au sud-ouest de l'Algérie française.

## Contexte
Née dans le Rif et le Moyen Atlas entre 1953 et 1955, l'Armée de libération nationale décide de déplacer vers mai-juin 1956 les opérations dans le sud après l'indépendance du Maroc. L'ALN revendique ainsi la libération des régions de Tindouf et Béchar, de l'enclave d'Ifni, du Sahara occidental et de la Mauritanie, au profit du Maroc.
L'ALN composée initialement de contingents berbères du Rif et du Moyen-Atlas, est renforcée par de nombreuses tribus du sud. À savoir les Tekna, les Aït Atta, les Aït Baâmrane, les Reguibat, les Aarib du Draa, les Ouled Ghaylane, les Aït-Khebbach et les Ouled Bou Sbaa. Les contingents se regroupent dans la région de l'Oued Drâa.
Le poste français de Tinfouchy, également appelé Fort Fouchet, fut construit après la prise de Tindouf et 1934 pour contrôler la région entre Bechar et Tindouf.

## Déroulement
À partir du mois de juin 1956, les troupes marocaines lancent une série d'offensives en Algérie française, un convoi militaire français est pris pour cible par l'armée de libération marocaine, près de Tinfouchy, à la fin du mois de juillet 1956.

## Bilan et conséquences
Pendant l'attaque, au moins 2 hommes sont tués du côté de l'armée française, le capitaine et son chauffeur.